# Terremoto de Colima de 2003
El terremoto de Colima de 2003 fue un sismo ocurrido a las 20:06:34 hora local (02:06:34 UTC) del 21 de enero de 2003, frente a las costas del estado de Colima, en el oeste de México. El terremoto alcanzó una magnitud de 7,6 (MW), aunque otras instituciones estimaron diversas magnitudes que van desde 7.7, 7.8, y 8.0 (MW). Todo el estado y algunas zonas de Michoacán y Jalisco fueron afectadas por el sismo.

## Origen y epicentro
El epicentro se localizó frente a las costas de Cuyutlán, Colima, a las 20:06:34 Tiempo del Centro (02:06:34 UTC). Tuvo un duración aproximada de 55 segundos y una magnitud de 7.6 en la escala de momento, debido al movimiento convergente entre la placa de Riviera y la Norteamericana.

## Sismicidad en Colima y resumen tectónico del sismo
El terremoto de Magnitud 7.6 del 21 de enero de 2003 frente a la costa de Colima, México, se produjo como resultado de una falla de empuje superficial cerca de la unión de tres placas tectónicas: la placa de América del Norte al noroeste, la placa de Rivera al noreste y la placa de Cocos al sur. Tanto la placa de Rivera como la placa de Cocos se están consumiendo debajo de la placa de América del Norte en dirección noreste. En el lugar del terremoto, la placa Rivera que se mueve más lentamente se mueve hacia el noreste a unos 20 mm / año en relación con la placa de América del Norte, y la placa Cocos que se mueve más rápido se mueve en una dirección similar a una velocidad de aproximadamente 45 mm / año. Las soluciones de mecanismos focales y el modelado de fallas finitas de datos sísmicos distribuidos globalmente son consistentes con el terremoto que ocurre en la interfaz del límite de la placa de inmersión superficial.
Aunque comúnmente se representan como puntos en los mapas, los terremotos de este tamaño se describen más apropiadamente como deslizamiento sobre un área de falla más grande. Los eventos de fallas de empuje del tamaño del terremoto del 22 de enero de 2003 son típicamente de aproximadamente 90x45 km (largo x ancho); El modelado de este terremoto implica dimensiones de aproximadamente 60x50 km, predominantemente alrededor del hipocentro.
Históricamente, se han producido varios terremotos importantes cerca del evento del 21 de enero. En 1932, ocurrió un terremoto de empuje de Magnitud 8.4 a unos 100 km al noroeste. Más recientemente, el 9 de octubre de 1995, se produjo un terremoto Magntud 8.0 a unos 20 km al noroeste. Este evento causó al menos 49 muertes y dejó a 1,000 personas sin hogar. El terremoto más mortal en la región ocurrió a unos 170 km al sureste del terremoto del sismo del 21 de enero, y fue el del 19 de septiembre de 1985; un terremoto de Magnitud 8.1 resultó en al menos 9500 muertes, hirió a aproximadamente 30 000 y dejó a 100 000 personas sin hogar.

## Zonas afectadas

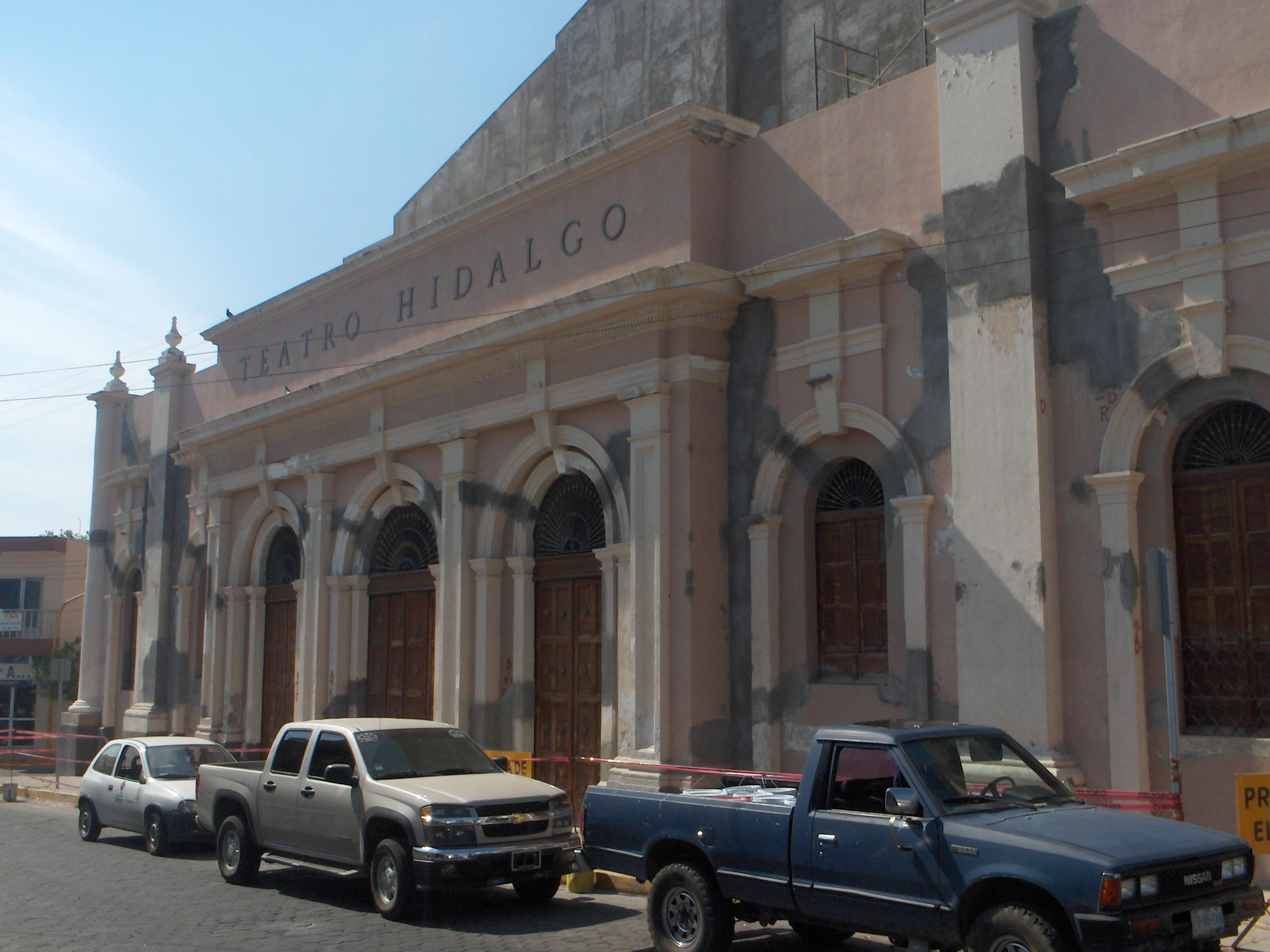
Teatro Hidalgo en restauración después del terremoto.

- Todo el estado de Colima, principalmente la Capital
- Zonas de Michoacán (ej. azotó a la ciudad de Zamora)
- Zonas de Jalisco
- Todo el estado de Nayarit
- El sismo también pudo ser sentido, según el reporte del público, en Aguascalientes, Estado de México, Guanajuato, Guerrero, Morelos, Puebla, Nayarit donde se sintió moderadamente y hubo daños en la escuela normal superior, Querétaro, San Luis Potosí, Tlaxcala, Veracruz, Zacatecas y en la Ciudad de México.

## Réplicas
Se presentaron varias réplicas después del sismo entre cuales destacan la replica de magnitud 5.9 que se registró pocos horas después del sismo de 7.6
Pocos minutos después de la replica de 5.9 se registró la tercera más fuerte de magnitud 5.5.
El 16 de febrero de 2003 a las 22:42:00 hora local (UTC-06:00) se registró la tercera replica más fuerte de magnitud 5.3.
Y la cuarta replica más fuerte y más importante del sismo se registró el 21 de enero de 2003 a las 20:28:54 hora local (UTC-06:00) y tuvo una magnitud de 5.1.

## Consecuencias
Se produjo un maremoto pequeño que golpeó las costas entre 6 y 12 minutos después del sismo.

### Colima
En Manzanillo se cayó el Edificio Federal. De igual forma quedó inhabilitado la clínica del ISSSTE en Colima, Alrededor de 10 escuelas fueron derrumbadas en el estado, tres de ellas en Colima. Derrumbes se presentaron en la carretera Colima-Tecomán. Se reportó la muerte de 23 personas, aproximadamente 300 heridos, 10 000 viviendas afectadas y daños en la red eléctrica y de comunicaciones, principalmente en Colima, Villa de Álvarez, Pueblo Juárez, Coquimatlán y Zacualpan. Igualmente se reportó del corte del suministro eléctrico durante varios minutos después del sismo. Pocos minutos después de ocurrido el sismo, el Ejército Mexicano en la capital y la Armada de México en las zonas costeras aplicaron el Plan DN-III-E y el Plan Marina para ayuda a la población.  El agua de las tuberías comenzó a brotar con lodo, esto debido al severo movimiento al que fueron puestas las tuberías y cañerías de la ciudad. Igualmente hubo diversas explosiones de tanques de gas e incendios estructurales.

### Michoacán
Zinapécuaro y Zamora fueron las más afectadas, murieron 11 personas en el estado, y el Teatro hidalgo se vio severamente afectado.

### Jalisco
En Guadalajara una persona perdió la vida tras un infarto al momento del movimiento telúrico, y en plaza del sol, el techo del estacionamiento quedó dañado

### Videograbaciones
- Cámara de seguridad (Interior)
- Cámara de seguridad (Interior)
- Cámara de seguridad, Centro
- Cámara de seguridad, Centro
- Cámara de seguridad de una tienda local

- Datos: Q3497601